# Người Kabard
Người Kabard hay người Kabardin (thổ ngữ Kabard Adyghe (Adyghe vùng cao): Къэбэрдей адыгэхэр; thổ ngữ Adyghe Tây (Adyghe vùng thấp): Къэбэртай адыгэхэр; tiếng Nga: Кабардинцы), là bộ tộc lớn nhất trong số mười hai bộ tộc Adyghe (Circassia), một phân nhóm sắc tộc. Họ cũng thường được biết đến với các thuật ngữ số nhiều Kabardin, Kebertei hoặc Kabarday. Cùng với bộ tộc Besleney, họ nói một phương ngữ đặc biệt của ngôn ngữ Adyghe. Trong lịch sử, người Kabardia sống ở Kabardia, một vùng phía bắc Kavkaz. Trong thời hiện đại, người Kabard chủ yếu sống ở nước cộng hòa Kabardino-Balkaria thuộc Nga, và các nước lân cận.
Người Kabard nói tiếng Kabardia, với 2 thổ ngữ khác nhau: thổ ngữ Kabard Adyghe hay tiếng Adygea vùng cao, và thổ ngữ Adyghe Tây hay tiếng Adygea vùng thấp.
Người Kabard có dân số năm 2010 khoảng 1,6 triệu, trong đó chủ yếu ở Thổ Nhĩ Kỳ, Liên bang Nga , Jordan, Syria, Saudi Arabia, Đức, Hoa Kỳ, Uzbekistan.
Thời kỳ Liên Xô Circassia được đặt dưới bốn tên gọi và đơn vị chính trị khác nhau, đó là Adygea (Adyghe ở Adygea), Cherkess (Adyghe ở Karachay-Cherkessia), Kabard (Adyghe ở Kabardino-Balkaria) và Shapsugia (Adyghe ở Krasnodar Krai). Cả bốn nhóm về cơ bản đều là những người giống nhau (Adyghe). Hơn nữa, người Cherkess chủ yếu thuộc bộ tộc Kabard và Besleney.